# Reukzin

Zenuwbanen van de reukzin. De moleculaire geurstof bindt zich aan het trilhaarepitheel in de neusholte op een specifieke receptor. De receptor stimuleert de mijtercellen en vervolgens het zenuwstelsel

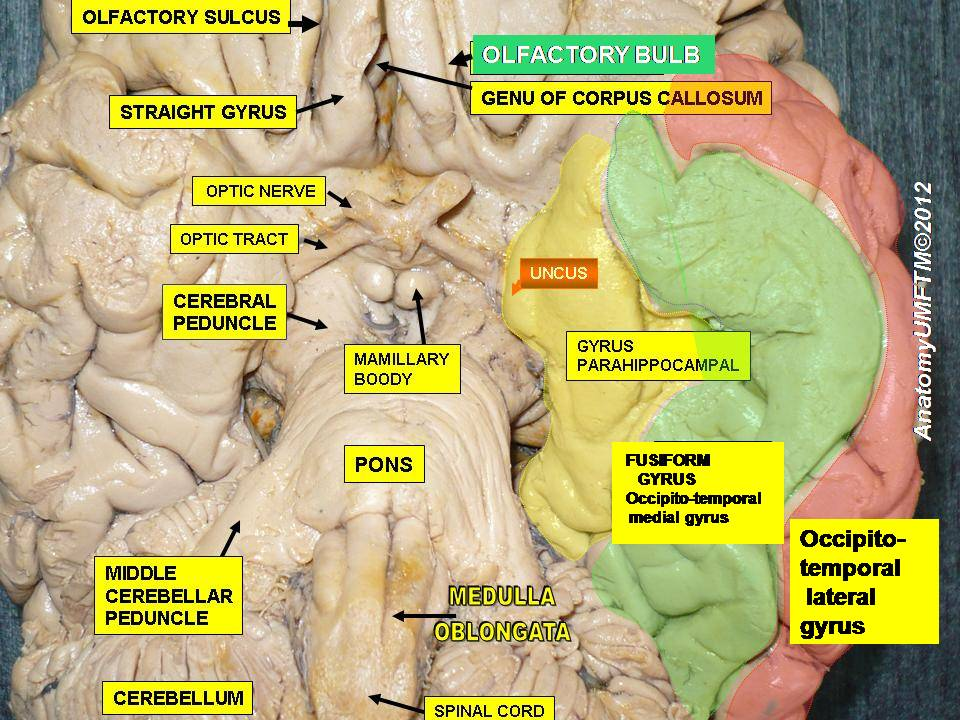
Hersenbasis met reukhersenen

Reukzin is het zintuig dat  dieren in staat stelt om geuren waar te nemen. De neurologische verwerking, de daadwerkelijke bewustwording van de waarneming, gebeurt in de hersenen. De moleculaire geurstof bindt zich aan het trilhaarepitheel in de neusholte op een specifieke receptor. De receptor stimuleert de mijtercellen, en via zenuwbanen bereikt dit signaal uiteindelijk de hersenen. Geuren zijn waar te nemen in de lucht, en in andere gassen of gasmengsels, maar eventueel ook in water.
Geur is een eigenschap van bepaalde stoffen en het waarnemen ervan heet ruiken. Omdat er tussen organismen grote verschillen zijn in reukzin, is geur eigenlijk geen eigenschap van de stof alleen: de term beschrijft een interactie tussen een stof en een waarnemend organisme. Het orgaan waarin de reukzin bij veel dieren en de mens zetelt is de neusholte. De term reukzin wordt voornamelijk of uitsluitend gebruikt voor dieren, inclusief de mens. Toch kunnen planten en andere organismen ook heel goed stoffen in de lucht waarnemen.

## Functie van de reukzin
Het proeven van voedsel en drank en het keuren van ingeademde lucht is voor een belangrijk deel een functie van de reukzin; de eigenlijke smaakzin van de mens beperkt zich tot zoet, zout, zuur, bitter en umami. Door ruikend te proeven kan het organisme voorkomen dat het bedorven en dus ziekmakend voedsel opneemt.
Een tweede functie van de reukzin is het vormen van sociale binding met soortgenoten uit de groep (bijvoorbeeld de kudde). Moederdieren kunnen hun kalfjes bijvoorbeeld aan hun geur uit duizenden herkennen, en andersom herkennen kalfjes hun moeder uit duizenden.
Een andere voor het overleven cruciale functie van het reukvermogen is het herkennen van de prooi, en andersom het waarnemen van roofdieren die mogelijk willen aanvallen. Door een gunstige positie ten opzichte van de windrichting te kiezen, gebruiken dieren hun reukvermogen optimaal voor deze functie.
Ook in de mensenwereld is er een toepassing van de reukzin die een gevaar beperkt: namelijk de sterk riekende stof tetrahydrothiofeen (C4H8S), die aan het reukloze aardgas is toegevoegd. Deze vluchtige zwavelverbinding zorgt ervoor dat gaslekken tijdig herkend worden.
Veel dieren kunnen veel scherper ruiken dan de mens. Vooral honden staan hierom bekend, maar ook diverse vlindersoorten zijn in staat de aanwezigheid van een vrouwtje door haar feromonen op een afstand van enige kilometers te detecteren. De aard van de stoffen die kunnen worden waargenomen wisselt sterk, tussen soorten en ook tussen individuen. Zo zijn er stoffen bekend die door de ene mens wel en door de andere niet kunnen worden geroken, en dit vermogen blijkt erfelijk te zijn. Een voorbeeld hiervan is de stof die in de urine wordt uitgescheiden na het eten van asperges.

## Geur en geheugen
De mens heeft ook een geheugen voor geuren, het olfactorisch geheugen. Bepaalde geuren kunnen een sterke associatie met de jeugd oproepen. Mogelijk heeft dit ermee te maken dat het reukorgaan fylogenetisch een heel oud vermogen is; de input van de reukzenuwen gaat niet eerst via de thalamus, zoals vrijwel alle andere zintuiglijke waarnemingen.

## Bijzondere geuren en stoffen
Sommige sterk bijtende stoffen, zoals ammoniak, worden niet via de reukzin maar via de pijnzin waargenomen (door de activatie van pijnreceptoren).
Feromonen zijn stoffen die een soortgenoot afscheidt en die in het lichaam van de ander een reactie oproepen. Bijvoorbeeld okselgeur schijnt bij de mens het seksuele gedrag te beïnvloeden zonder dat, in dit geval, men zich daarvan bewust is.

## Fysiologie en anatomie van de reukzin
Bij alle zoogdieren (en dus ook de mens) is de reukzin gelegen in het slijmvlies van de neusholte.
De moleculen lossen op in het slijm van de neusholte en exciteren eventueel een neuron met de passende receptor.
De reukzenuwvezels (nervus olfactorius) projecteren niet primair op de hersenschors, maar op de area olfactoria medialis. en de area olfactoria lateralis"
Andere neuronen schakelen over in de bulbus olfactorius, waarna het tweede neuron vandaar de hippocampus, de uncus en de hypothalamus bereiken. 
Kort samengevat worden de opgewekte actiepotentialen, niet dadelijk doorgeleid naar de hersenschors, we zijn ons geuren niet gauw bewust. In plaats daarvan beïnvloeden ze het geheugen (hippocampus), emoties (amygdala bijvoorbeeld) en lichamelijke reacties (hypothalamus).
Andere organismen dan zoogdieren kunnen ruiken vanaf andere plaatsen op hun lichaam: Zo hebben veel insecten reukzintuigen in hun antennes en ruiken slangen door met hun tong de lucht te bemonsteren en de tongpunten daarna in hun orgaan van Jacobson te steken.

## Verstoringen van het reukvermogen
Door allerlei oorzaken kan het reukvermogen niet goed meer functioneren (Dysosmie), iets wat een grote invloed heeft op het ervaren van het leven. Ook door verkoudheid kan het functioneren van het reukvermogen achteruit gaan. Dan is de neus, het orgaan dat de reukzin voor een deel regelt, verstopt door slijm. Het gemis aan of uitvallen van de reukzin (voor alle, maar ook voor alleen specifieke geuren) wordt anosmie genoemd. Dit verstoort dan ook wat men als smaak(zin) ervaart, dat dan in het geval van totale anosmie gereduceerd is tot de vijf daadwerkelijke smaakgroepen.
gezicht · gehoor · reuk · smaak · tast · evenwicht · proprioceptie · thermoceptie · nociceptie · interoceptie